# اس‌اس ویدیک
اس‌اس ویدیک (به انگلیسی: SS Vedic) یک کشتی بود. این کشتی در سال ۱۹۱۸ ساخته شد.